# Linda McAvan

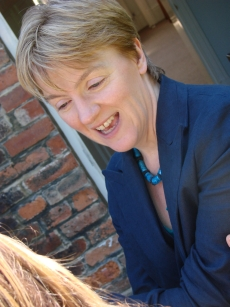
Linda McAvan

Linda McAvan OBE (* 2. Dezember 1962 in Bradford, Yorkshire) ist eine britische Politikerin der Labour Party.

## Leben
McAvan studierte Philologie (Französisch und Spanisch). McAvan war von März 1998 bis April 2019 Abgeordnete im Europäischen Parlament. Im Europäischen Parlament war sie stellvertretende Vorsitzende der Delegation der Labour Party von 1999 bis 2004 und stellvertretende Vorsitzende der Sozialdemokratischen Fraktion von 2004 bis 2009. McAvan ist mit dem britischen Politiker der Labour Party Paul Blomfield verheiratet.